# Wawrzyńcowice
Wawrzyńcowice (dodatkowa nazwa w j. niem. Lorenzdorf) – wieś w Polsce położona w województwie opolskim, w powiecie krapkowickim, w gminie Strzeleczki. Historycznie leży na Górnym Śląsku, na ziemi prudnickiej.
W latach 1975–1998 miejscowość administracyjnie należała do ówczesnego województwa opolskiego.

## Nazwa
Pierwotna nazwa wsi, Wawrzinowice, odnotowana w 1679, wywodziła się od imienia Wawrzyn. Nazwa Wawrzyńcowice pochodzi od imienia Wawrzyniec. Niemieckim odpowiednikiem imienia Wawrzyniec jest Lorenz – stąd niemiecka nazwa wsi: Lorenzdorf.

## Historia

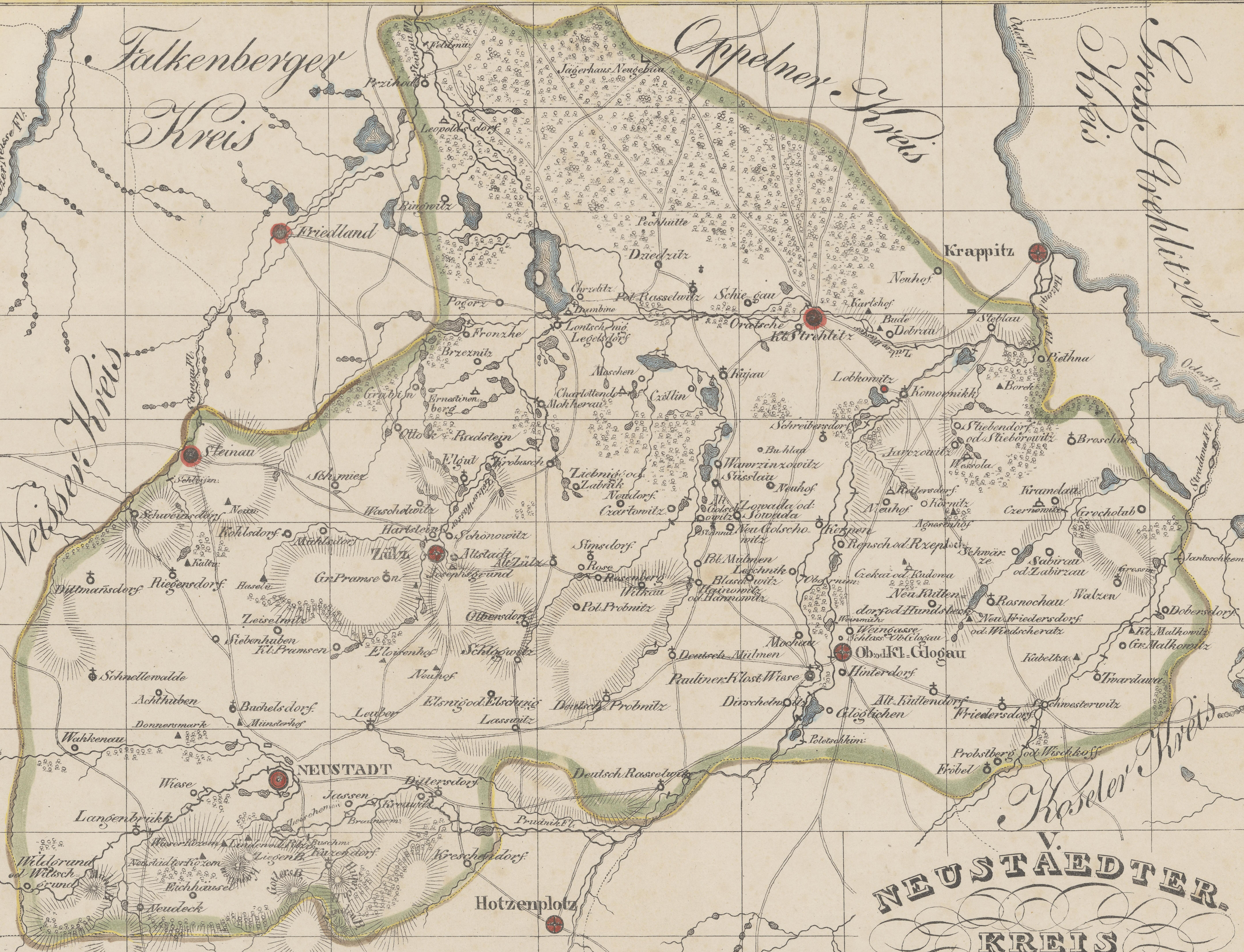
Wawrzyńcowice (Wawrzinzowitz) wśród miejscowości ziemi prudnickiej na mapie z XIX wieku

Wawrzyńcowice powstały w XVI wieku jako wieś zagrodnicza. Po raz pierwszy odnotowana została w 1679 w niemieckich dokumentach jako Wawrzinowice. Była własnością hrabiego Schaffgotsch. Do 1742 wieś należała do powiatu sądowego głogóweckiego w Monarchii Habsburgów. Po I wojnie śląskiej znalazła się w granicach Królestwa Prus i weszła w skład powiatu prudnickiego w prowincji Śląsk.
Od 1828 właścicielem Wawrzyńcowic był baron von Seherr-Thoss. W latach 70. XIX wieku wieś została przekazana Hubertowi von Tiele-Wincklerowi. Wawrzyńcowice pozostały własnością Tiele-Wincklerów do II wojny światowej.
W 1921 w zasięgu plebiscytu na Górnym Śląsku znalazła się tylko część powiatu prudnickiego. Wawrzyńcowice znalazły się po stronie wschodniej, w obszarze objętym plebiscytem. Po stronie polskiej w III powstaniu śląskim, w 3. kompanii prudnickiej służyli mieszkańcy Wawrzyńcowic.
Po II wojnie światowej, od marca do maja 1945 powiat prudnicki znajdował się pod kontrolą radzieckiej komendantury wojskowej. 11 maja 1945 polska administracja przejęła władzę cywilną w powiecie prudnickim. Mieszkańcom Wawrzyńcowic, posługującym się dialektem śląskim bądź znającym język polski, pozwolono pozostać we wsi po otrzymaniu polskiego obywatelstwa.
1 października 1948 r. nadano miejscowości, wówczas administracyjnie związanej z Zawadą i należącej do powiatu prudnickiego, polską nazwę Wawrzyńcowice. W spisie gromad i miejscowości w powiecie prudnickim na dzień 1 stycznia 1953 wymieniono Wawrzyńcowice jako przysiółek Zawady.

## Mieszkańcy

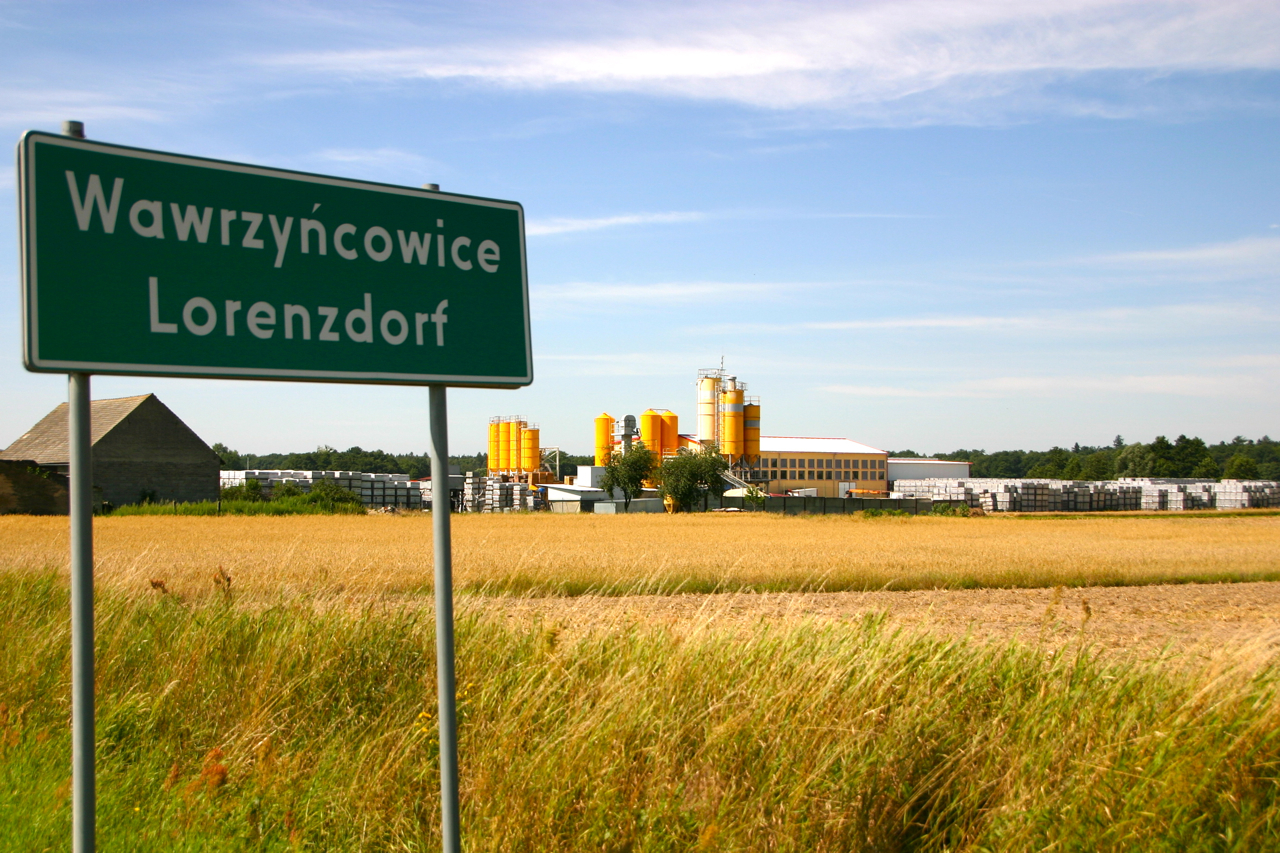
Tablica z podwójną nazwą przed wjazdem do Wawrzyńcowic od strony Kujaw

Miejscowość zamieszkiwana jest przez mniejszość niemiecką oraz Ślązaków. Mieszkańcy wsi posługują się gwarą prudnicką, będącą odmianą dialektu śląskiego. Należą do podgrupy gwarowej nazywanej Klocołrzy.

### Liczba mieszkańców wsi
- 1966 – 116[14]
- 1998 – 92[15]
- 2002 – 97[15]
- 2009 – 82[15]
- 2010 – 71[16]
- 2011 – 75[15]
- 2021 – 65[15]

## Gospodarka
W Wawrzyńcowicach siedzibę mają firmy Stylbruk i PH Stryi, zrzeszone w Cechu Rzemieślników i Przedsiębiorców w Prudniku.

## Religia
Katolicy z Wawrzyńcowic należą do parafii św. Anny w Golczowicach (dekanat Głogówek).

## Turystyka
Oddział PTTK „Sudetów Wschodnich” w Prudniku ustanowił turystyczną Odznakę Krajoznawczą Ziemi Prudnickiej, którą zdobywa się poprzez zwiedzenie odpowiedniej liczby obiektów w miejscowościach położonych na ziemi prudnickiej, w tym w Wawrzyńcowicach.

## Bezpieczeństwo
Do 1998 bezpieczeństwo pożarowe w Wawrzyńcowicach było nadzorowane przez Komendę Rejonową PSP w Prudniku.
Miejscowość jest pod opieką dzielnicowego rejonu służbowego nr 8 Komendy Powiatowej Policji w Krapkowicach.
Teren wsi, jak i całej gminy Strzeleczki, położony jest w strefie nadgranicznej w związku z czym Straż Graniczna dysponuje, na tym obszarze, specjalnymi kompetencjami w zakresie bezpieczeństwa. Gminę Strzeleczki obejmuje zasięgiem służbowym placówka Straży Granicznej w Opolu ze Śląskiego Oddziału SG.